# 広島県立三和高等学校
広島県立三和高等学校（ひろしまけんりつ　みわこうとうがっこう）はかつて広島県世羅郡世羅町黒川にあった県立の高等学校。
2007年（平成19年）3月末をもって閉校した。

## 概要
歴史
1948年（昭和23年）に新制高等学校の分校として発足（当初3校）。1962年（昭和37年）に分校が1校に統合。1973年（昭和48年）に広島県立世羅高等学校より分離独立。創立から59年（独立から34年）を迎えた2007年（平成19年）に閉校。
設置課程・学科
全日制課程 普通科 （廃止時点）
校訓・校章・校歌

## 沿革
吉川分校
- 1948年（昭和23年） - 学制改革により新制高等学校 広島県甲山高等学校に以下の2分校が設置される。
  - 「広島県甲山高等学校 小国分校」（定時制、普通科・生活科）
  - 「広島県甲山高等学校 黒川分校」（同上）
- 1949年（昭和24年）4月30日 - 高校三原則に基づく公立高校再編が行われる。
  - 旧・世羅高等学校と旧・甲山高等学校が統合され、総合制の広島県世羅高等学校が発足。これに伴い、小国分校と黒川分校の2校が統合され、「広島県世羅高等学校 吉川分校」に改称。

三和分校
- 1948年（昭和23年） - 学制改革により新制高等学校 広島県双三高等学校に以下の分校が設置される。
  - 「広島県双三高等学校 板木分校」（定時制、農協科・生活科 ）
- 1949年（昭和24年）4月30日 - 高校三原則に基づく公立高校再編が行われ、総合制の広島県塩町高等学校が発足。
  - これに伴い、「広島県塩町高等学校 板木分校」と改称。
- 1956年（昭和31年）- 「広島県塩町高等学校 三和分校」と改称。

分校統合・独立
- 1962年（昭和37年）- 広島県世羅高等学校吉川分校と広島県塩町高等学校三和分校が統合され「広島県世羅高等学校 三和分校」が発足。
  - 普通科・生活科・農業科を設置。吉川分校の校舎を継承。
- 1968年（昭和43年）10月1日 - 「広島県立世羅高等学校三和分校」に改称（県の後に「立」が付される）。
- 1973年（昭和48年）4月1日 - 「広島県立三和高等学校」（全日制課程普通科・家政科・農業科）として独立。
- 1974年（昭和49年）4月1日 - 農業科を廃止。家政科の募集を停止。
- 2005年（平成17年）4月1日 - 生徒募集を停止。
- 2007年（平成19年）3月31日 - 閉校。広島県立世羅高等学校へ統合される。

### 跡地の利用
跡地は広島県呉市の自動車部品製造請負業ダイキが買収し、2010年（平成22年）9月より社員研修やきのこ栽培に使用される予定である。

## 周辺
- 世羅町立世羅西中学校
- 世羅町立黒川小学校